# 3620 Платонов
3620 Платонов (3620 Platonov) — астероїд головного поясу, відкритий 7 вересня 1981 року.
Тіссеранів параметр щодо Юпітера — 3,229.